# Refuge faunique national de Selawik
Pour les articles homonymes, voir Selawik.
Le refuge faunique national de Selawik (en anglais : Selawik National Wildlife Refuge) est une réserve faunique située en Alaska aux États-Unis. Son statut a été établi en 1980 par l'Alaska National Interest Lands Conservation Act.
Situé sur le cercle Arctique, à l'est du golfe de Kotzebue, sa superficie est de 8700 kilomètres carrés. Il est bordé au nord par les montagnes Waring et le parc national de Kobuk Valley et au sud par les collines Selawik et les montagnes Purcell. Le refuge s'étend à l'est de la rivière Selawik et de la ligne de partage des eaux. Son administration est située à Kotzebue.

## Description
Le refuge faunique national a une superficie de 8 701,4 km2. Il partage sa limite nord avec le parc national de Kobuk Valley et le refuge faunique national de Koyukuk qui partage sa limite sud-est. Une partie du refuge (971,25 km2) fait partie de la réserve intégrale de Selawik.
Il est composé de toundra et de taïga, de nombreux lacs, et de zones humides, ainsi que des larges deltas des fleuves qui se déversent dans le golfe de Kotzebue.
Cet espace représente une zone de transition où la forêt boréale laisse la place à la toundra arctique. Les deltas des rivières Kobuk et Selawik accueillent des milliers d'oiseaux migrateurs, tandis que le réseau complexe des lacs, rivières et marécages offre un habitat unique pour de nombreuses espèces sauvages. Le refuge abrite environ 21 000 lacs.

## Toponymie
Selawik, qui dérive du lac Selawik et de la Selawik. Il provindrait de l'Inupiak siilvik, qui signifirait « endroit à l'inconnu » (Stenodus leucichthys).[réf. nécessaire]

## Milieu naturel

### Faune
Selawik est fréquenté par 30 espèces de mammifères. Les ongulés qui fréquentent le refuge sont l'orignal (Alces alces), le caribou (Rangifer tarandus) et le bœuf musqué (Ovibos moschatus). Les carnivores sont représentés par l'ours noir (Ursus americanus), l'ours brun (Ursus arctos), la martre d'Amérique (Martes americana), l'hermine (Mustela erminea), le vison d'Amérique (Neovison vison), le carcajou (Gulo gulo), la loutre de rivière (Lontra canadensis), le loup (Canis lupus), le renard arctique (Vulpes lagopus) et le renard roux (Vulpes vulpes). Les petits mammifères sont quant à eux représentés par le lièvre d'Alaska (Lepus othus), le lièvre d'Amérique (Lepus americanus), le spermophile arctique (Spermophilus parryii), l'écureuil roux (Tamiasciurus hudsonicus), le rat musqué (Ondatra zibethicus), le castor du Canada (Castor canadensis), le porc-épic d'Amérique (Erethizon dorsatum), le lemming du Groenland (Dicrostonyx groenlandicus), le lemming brun (Lemmus sibiricus), le campagnol boréal (Myodes rutilus), le campagnol des prés (Microtus pennsylvanicus), le campagnol nordique (Microtus oeconomus) et le campagnol chanteur (Microtus miurus). L'une des caractéristiques du refuge est de protéger la harde de caribou de Western Arctic, qui avec ses 317 000 individus en 2007, la plus grande d'Alaska.
Il y a 180 espèces d'oiseaux qui fréquentent Selawik.

## Galerie

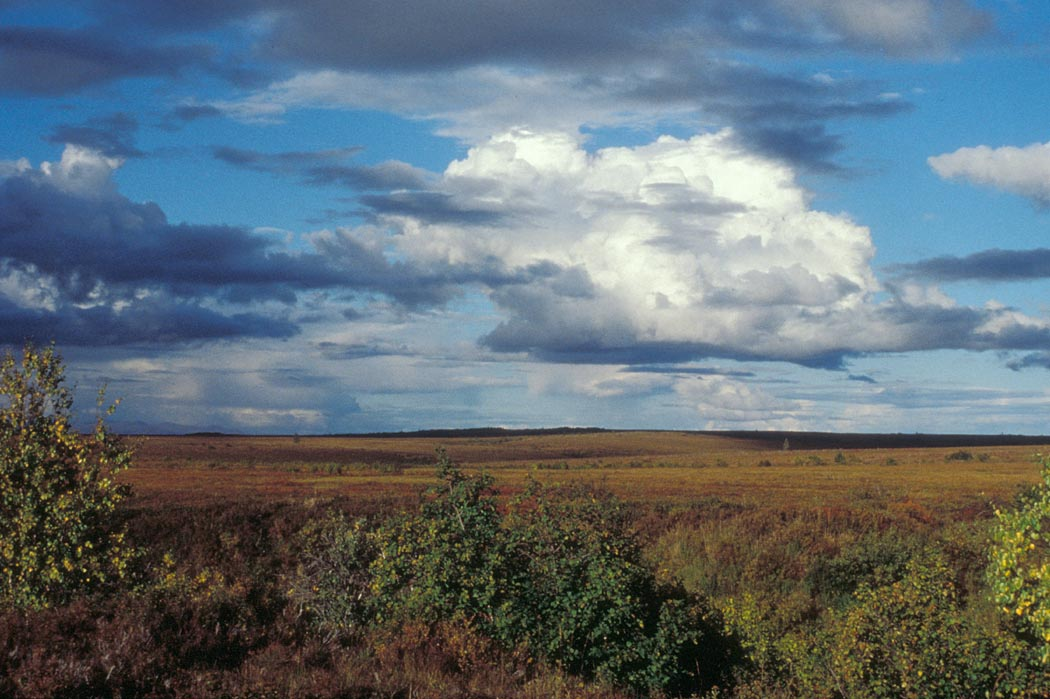
Selawik Flats
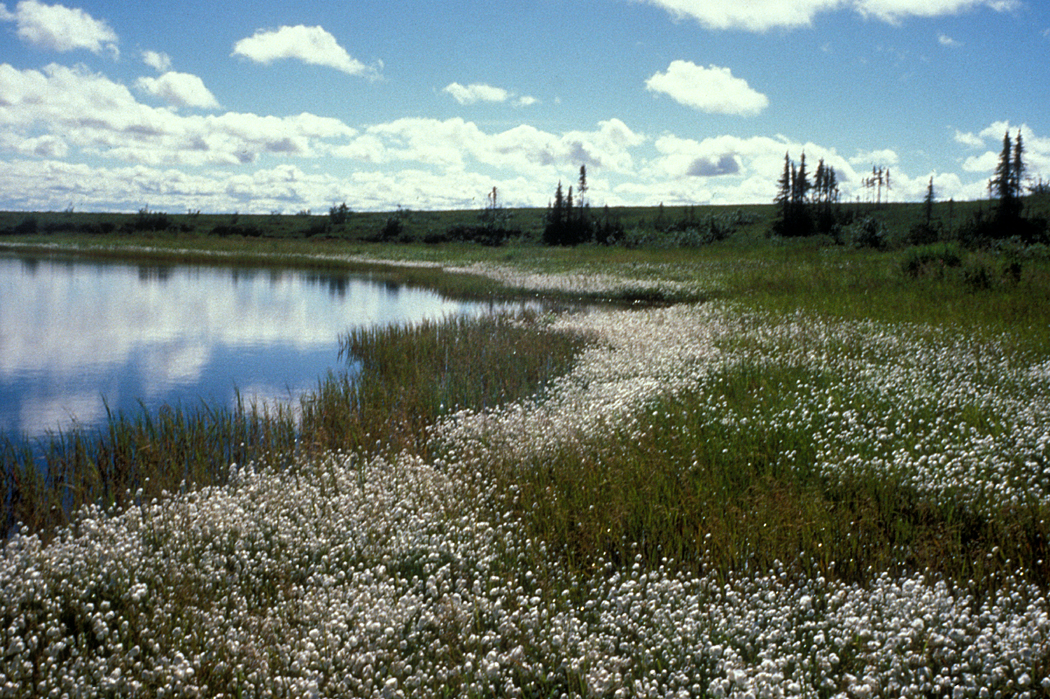
Végétation
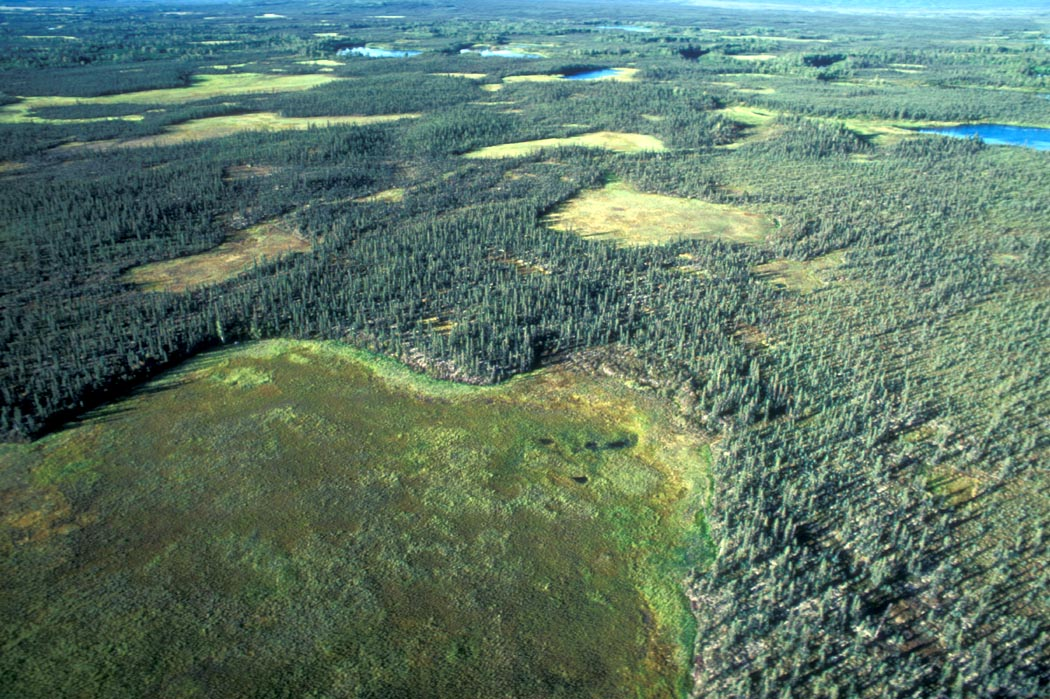
Zone humide
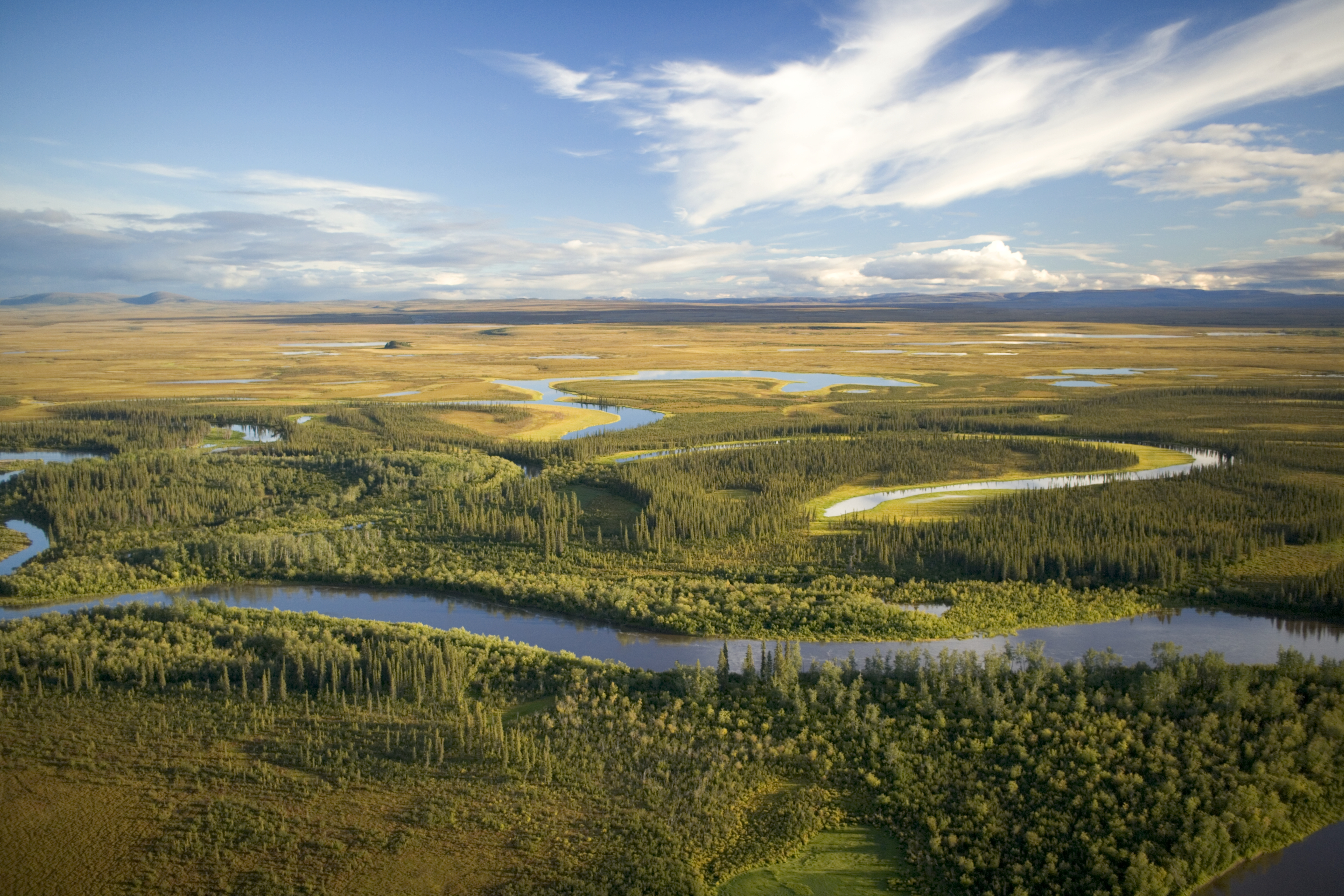
Vue aérienne
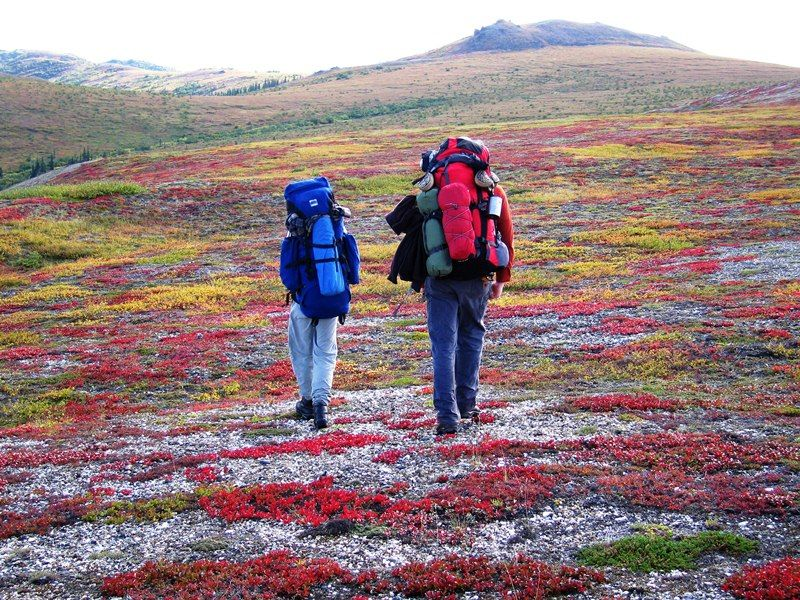
Toundra fleurie
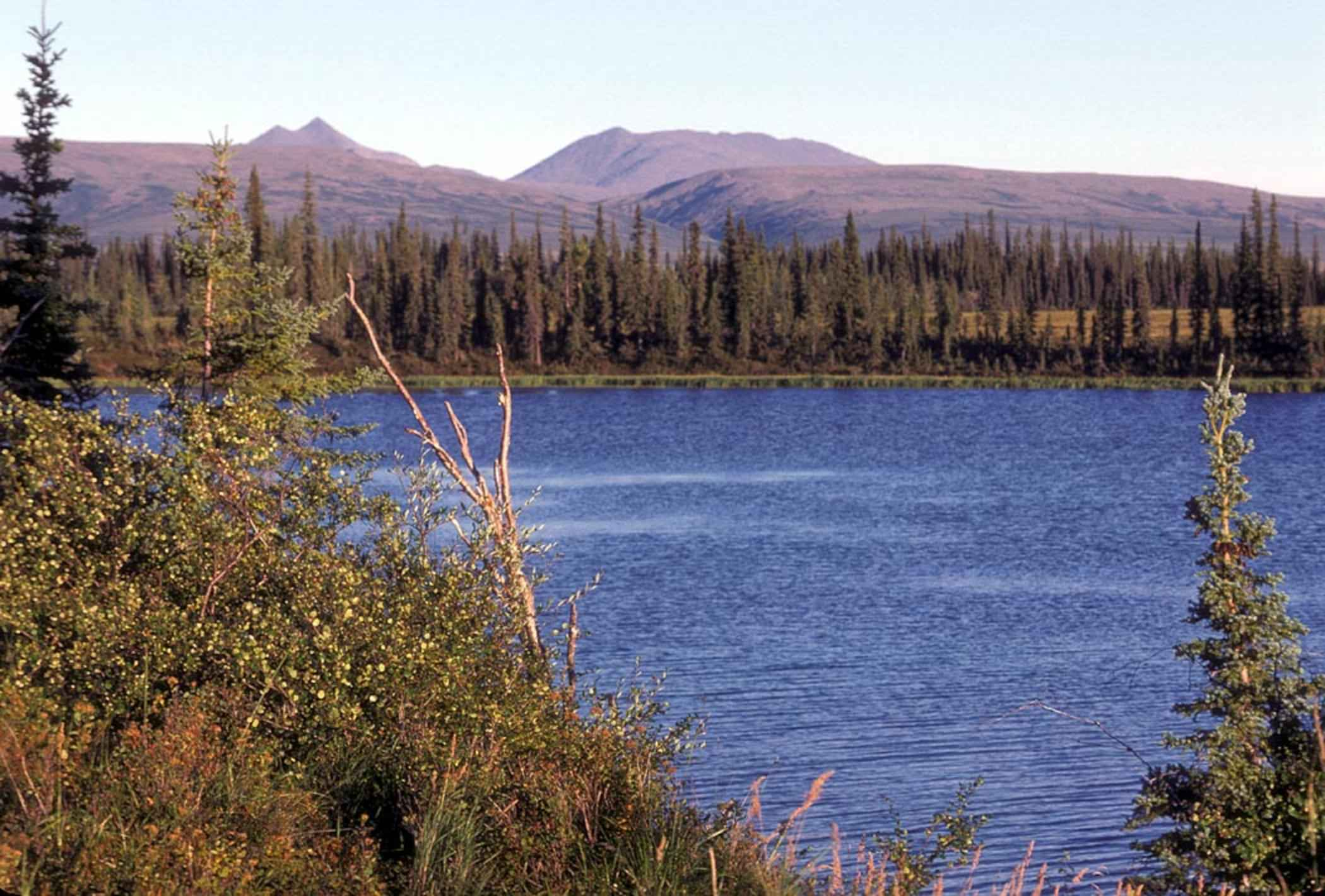
Lac près de la rivière Selawik